# Thuốc giảm đau nhóm opioid
Thuốc giảm đau nhóm opioid là nhóm các chất tự nhiên và tổng hợp, có các tính chất như morphine tác động lên các thụ thể opioid.
Opioid bao gồm các loại thuốc phiện (opiat), các loại thuốc có nguồn gốc từ thuốc phiện, bao gồm cả morphin . Các opioid khác là các loại thuốc bán tổng hợp và tổng hợp như hydrocodone, oxycodone và fentanyl; thuốc đối kháng như naloxone và peptide nội sinh như endorphins.
Các loại thuốc nhóm opioid chủ yếu được sử dụng để giảm đau, bao gồm cả gây mê, chúng cũng được sử dụng để giảm ho, chống tiêu chảy
Các tác dụng phụ của thuốc phiện có thể bao gồm ngứa, buồn ngủ, buồn nôn, suy hô hấp, táo bón, và hưng phấn. Khi sử dụng liên tục sẽ bị phụ thuộc, đòi hỏi phải tăng liều và dẫn đến một hội chứng cai nghiện khi ngưng đột ngột. Cảm giác hưng phấn thu hút sử dụng thuốc để giải trí, và việc sử dụng thường xuyên opioid trong giải trí dẫn đến nghiện ngập. Tai nạn vì dùng quá liều hoặc sử dụng đồng thời với các thuốc giảm đau khác thường gây tử vong do suy hô hấp.

## Các loại thuốc thông dụng
Morphin và pethidin là những thuốc giảm đau nhóm opioid có tác dụng đối với đau từ vừa đến nặng, đặc biệt đau do nội tạng. Đáp ứng với thuốc thay đổi nhiều giữa các người bệnh. Codein, một thuốc giảm đau nhẹ hơn, phù hợp với đau từ nhẹ đến vừa.

### Morphin
Morphin có giá trị nhất đối với đau nặng.
Ngoài giảm đau, morphin còn làm người bệnh khoái cảm và lạc quan, mất cảm giác đói, hết buồn rầu sợ hãi; nếu dùng lặp lại nhiều lần có thể gây nghiện và nhờn thuốc.
Với liều thông thường, tác dụng không mong muốn phổ biến gồm có buồn nôn, nôn, táo bón và gây buồn ngủ; liều cao gây ức chế hô hấp và hạ huyết áp.

### Pethidin
Pethidin (Tên quốc tế: Pethidine hydrochloride) làm giảm đau nhanh nhưng ngắn, tác dụng kém hơn morphin, nhưng ít gây táo bón hơn morphin. Pethidin được dùng để làm giảm đau trong các trường hợp đau vừa và đau nặng.
Thuốc còn được dùng theo đường tiêm để gây tiền mê và để hỗ trợ cho gây mê.
Một chất chuyển hoá của pethidin có tác dụng độc cho thần kinh, chất norpethidin, tích luỹ trong quá trình dùng nhiều lần pethidin và có thể gây kích thích hệ thần kinh trung ương gồm có giật cơ và co giật. Các tác dụng phụ đó cùng với tác dụng giảm đau ngắn làm cho pethidin không phù hợp để điều trị đau nặng, kéo dài.

### Codein
Codein tác dụng yếu hơn nhiều so với morphin và với liều thông thường cũng ít có khả năng gây nhiều tác dụng phụ, bao gồm cả nghiện thuốc. Thuốc có hiệu quả đối với đau từ nhẹ đến vừa nhưng dùng lâu rất hay gây táo bón.
Codein có tác dụng giảm ho do tác dụng trực tiếp lên trung tâm gây ho ở hành não; codein làm khô dịch tiết đường hô hấp và làm tăng độ quánh của dịch tiết phế quản. Codein là thuốc trấn ho trong trường hợp ho khan làm mất ngủ.
Codein gây giảm nhu động ruột, vì vậy là một thuốc rất tốt trong điều trị tiêu chảy do bệnh thần kinh đái tháo đường. Không được chỉ định khi bị tiêu chảy cấp và tiêu chảy do nhiễm khuẩn.